# Leonardo Bauer
Leonardo „Leo“ Bauer (* 29. Mai 1945 in Bologna) ist ein deutscher Betriebswirt, Impresario und Großgastronom in Bochum. Bauer gilt als Gründer des dortigen Bermuda3ecks.

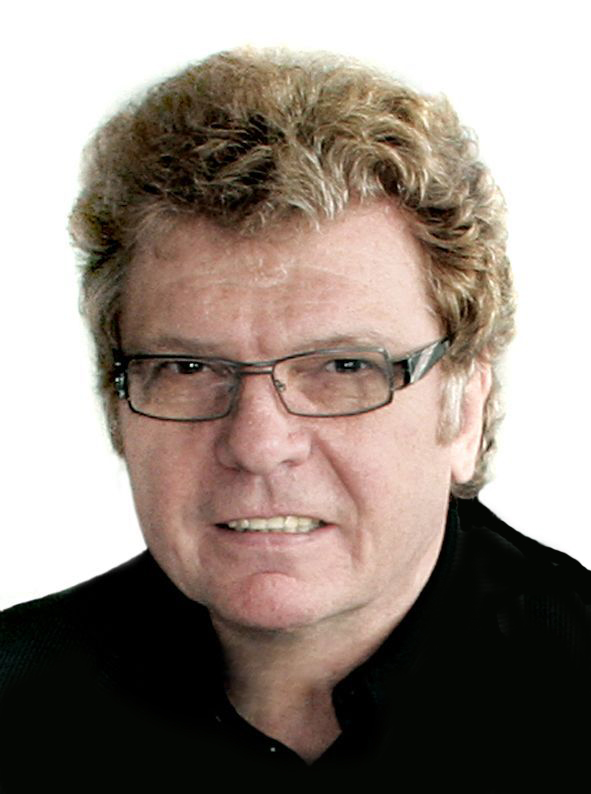
Leo Bauer, 2016

## Leben

### Herkunft und Ausbildung
Leonardo Bauer ist der Sohn einer Italienerin aus Bologna und eines deutschen Offiziers; beide kamen im Jahr 1947 gemeinsam mit ihren zwei Kindern nach Deutschland. In Folge eines Arbeitsunfalls unter Tage auf der Bochumer Zeche Mansfeld verunglückte sein erst 25 Jahre alter Vater bereits im Jahr 1949 tödlich.
Den größten Teil seiner Jugend verbrachte Leonardo im Stadtteil Langendreer mit seiner Mutter Cesarina, die kaum deutsch sprach, und seiner jüngeren Schwester Gabriella. „Leo“ ging zur Realschule; danach folgte eine Bank-Lehre, zu der er parallel am Abendgymnasium Abitur machte. Es folgte ein Studium der Betriebswirtschaftslehre, das er im Jahr 1968 abschloss.

## Wirken

### Musik, Literatur und politische Kultur
Im Jahr 1963 gründeten Bauer als mit 18 Jahren damals noch Minderjähriger und etwa 40 Gleichgesinnte am Nordring den Club Liberitas, ein selbstverwaltetes Kulturzentrum. Free Jazz, Moderne Kunst – ein avanciertes Kulturprogramm, das er mit politischen Freunden im Rahmen der Republikanischer-Club-Bewegung für junge Menschen in der Szene quasi kollektiv inszenierte. Es trafen sich Claude-Oliver Rudolph, Ralf Richter, Martin Semmelrogge und viele andere. Einmal pro Woche fand im Club organisierte Beratung für potenzielle Kriegsdienstverweigerer statt; die DFG/IDK half. Bei einem Free Jazz Konzert führte das Ordnungsamt auf Grund von Beschwerden der Nachbarn Schallmessungen durch, und der Club musste schon um 22 Uhr schließen. Vorübergehend inszenierte der Musikmanager deshalb seine Events in Schul-Aulen.
1969 begann Bauers Karriere als Gastronomie-Unternehmer und Kulturförderer mit der konzessionierten Gründung des Clubs Liberitas – Gesellschaft zur Förderung kultureller Veranstaltungen. Die Studierenden der ersten, 1965 in Bochum gegründeten Universität des Ruhrgebiets sowie die allgemeine kulturelle Aufbruch- und Umbruchstimmung der 1960er Jahre eröffneten Leonardo Bauer die Chance, Konzerte und Kulturveranstaltungen zu organisieren, die es so vorher in dieser Stadt und ihrer Umgebung nicht gegeben hatte. So holte er z. B. die Elektro-Pop-Band Kraftwerk zwischen 1969 und 1971 gleich dreimal in seinen Club. Albert Mangelsdorff, Champion Jack Dupree, Schnuckenack Reinhardt, Dietrich Kittner, Renaissance und Peter Brötzmann traten ebenfalls dort auf. Aber auch Autorenlesungen mit Schriftstellern wie Frank Göhre und Volker Degener gehörten zum Veranstaltungsprogramm. Der Club wurde ab 1974 unter der Bezeichnung „Spektrum“ von Uwe Fellensiek weiter geführt.

Auch Franz-Josef Degenhardt, Otto Waalkes und Udo Lindenberg bekamen durch den Musikveranstalter Bauer Gelegenheit, vor großem Publikum in der Bochumer Ruhrlandhalle aufzutreten. Für Insterburg & Co. organisierte der Impresario eine kleine Tournee. Herbert Grönemeyer trat in seinem „Mandra“ auf. Heute stellt Bauer besondere Musik-Events in seiner Diskothek und „Bermudahalle“ Riff vor.

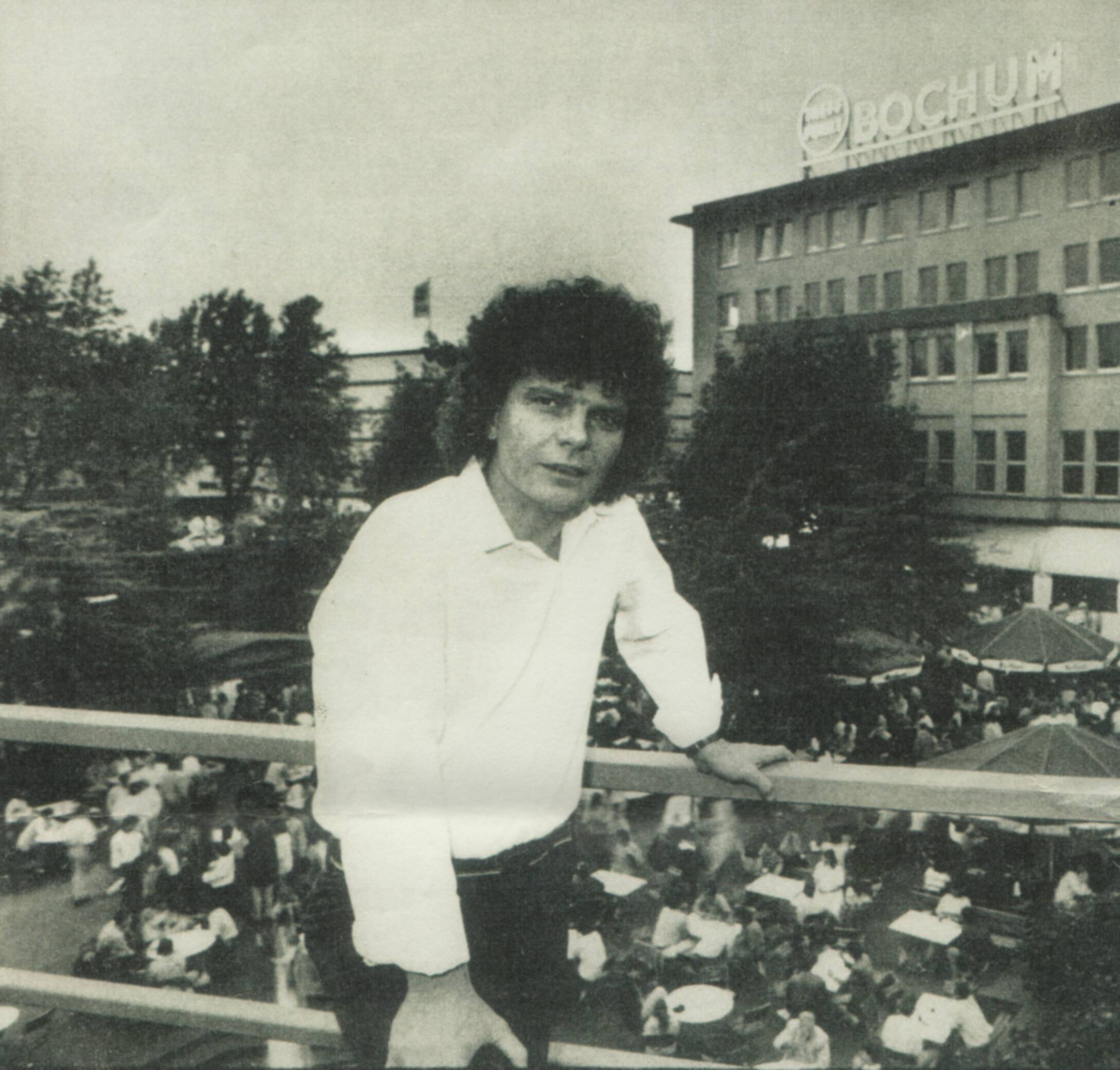
Leo Bauer 1988

### Gastronomieentwicklung
Bauer ließ in Bochum Studentenkneipen, Restaurants und Musik-Cafés bauen – je nach Bedarf und Zeitgeist. Ihm gehör(t)en u. a. die Pinte, der Club am Hellweg, der Clochard, der Backofen, das Syrtaki, Granny´s Rockcafé, das Treibhaus sowie der Cotton Club. So gilt er als Gründer, „Kneipen-König“ und „Vater“ des dortigen Bermuda3ecks.
Außengastronomie

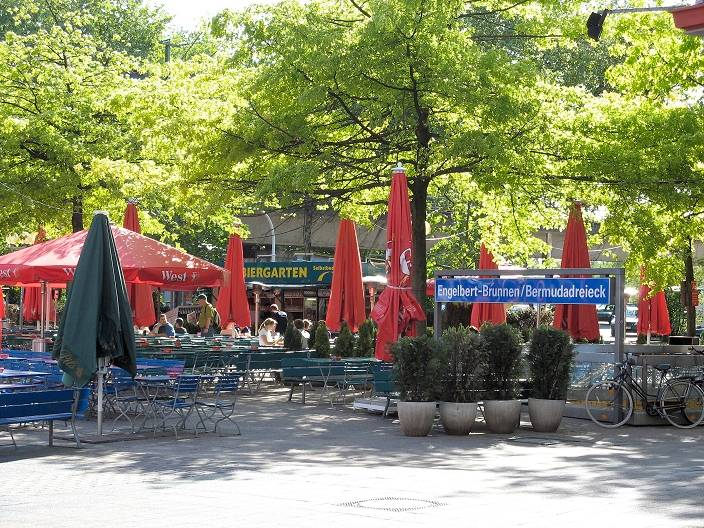
Innenstadt-Platz mit Bauer-Gastronomie

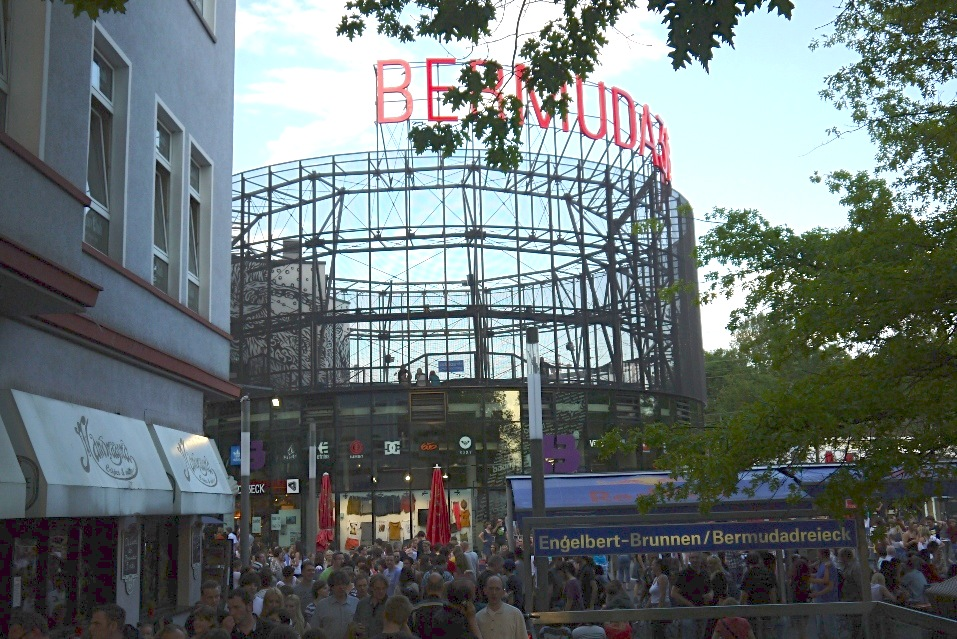
Mandragora, Bermuda3eck Bochum

Leo Bauer steht darüber hinaus für eine Innovation in Deutschland, die in Bochum begann: Er setzte die erste großflächige innerstädtische Außengastronomie vor dem Mandragora um, die später zum Markenzeichen des ganzen Bochumer Bermuda3Ecks wurde: Auf dem Konrad-Adenauer-Platz entstand schon 1977, und somit weit vor der Zeit, in der Vergleichbares auch in anderen deutschen Städten üblich wurde, diese neue Form urbaner Gastronomie, zu der ihn seine italienischen Wurzeln inspiriert hatten. Das MARABO-Magazin widmete dem „Bermuda-Dreieck-Käpt’n“ 1988 gleich einen ganzen Leitartikel und prägte damit tatsächlich jenen Begriff für den Kneipen-Kiez, der inzwischen offiziell von der Stadt mit ebendiesem U-Bahn-Haltestellen-Namen versehen wurde.
Heute finden dort auf der Lichtkunstbühne „Impuls“ des Konrad-Adenauer-Platzes u. a. sogar Konzerte der Bochumer Symphoniker statt. Beteiligt an der Planung einer neuartigen innerstädtischen Kulturlandschaft waren im Jahr 1990 auch die RWTH Aachen und Arnold Voß.
Dem Unternehmer Leo Bauer gehören aktuell als Verpächter etwa 15 Gaststätten, darunter das Barraquito, das Ullrich, der Freibeuter, das Riff sowie das Mandragora mitsamt „KAP-Gastronomie“.
Kulinarisches
Vor der Entwicklung der Außengastronomie an verschiedenen Orten der Stadt zeichnete Bauer bereits für eine andere Innovation in der deutschen Restaurant-Szene verantwortlich: Während seiner Europareisen wurde er auf die bretonischen Crêpes aufmerksam und brachte diese Spezialität ab 1974 auch den Teutonen nahe. Zu diesem Zeitpunkt waren Crêpes in Deutschland kaum bekannt und es gab auch auf deutschen Jahrmärkten keine Crêpes-Stände. Mit einer französischen Mühle entwickelte er eine eigene Mehlmischung und vertreibt dieses Mehl bis heute. In seinem Mandragora, der „Wurzel des Bermudadreiecks“, werden die Crêpes bis heute in der ursprünglichen Rezeptur serviert.
Pläne und Realisationen in diesen Jahren
Seit dem Jahr 2010 entwickelt Leonardo Bauer auf Teilflächen des Alten Katholikenbahnhofs ein Kultur- und Gastronomiezentrum. Dazu gehören die Bermudahalle Riff und die Veranstaltungsstätte Rotunde, beide wurden vor Jahren eröffnet und sind in regem Spielbetrieb. Das Gelände, in dem erst 2022/23 die komplette Fertigstellung der Anrainer-Straßenerwartet wird, ist Teil eines „Kreativquartiers“ (Viktoriaquartier), zu dem auch das Musikzentrum und das Schauspielhaus Bochum gehören.

### Chronologie unternehmerischen und kulturellen Schaffens
- 1967: Vorstand im neu gegründeten Club Liberitas e.V.
- 1969: Gründung der Club Liberitas Gesellschaft zur Förderung kultureller Veranstaltungen mbH, später HEBA Konzert GmbH; BA stand für Bauer, HE damals für Heerde
- 1970: Gründung der Galerie Spektrum, später Galerie Bauer & Pietscher
- 1973: Gründung der HEBA Gaststätten GmbH (mehrere Studentenlokale)
- 1975: Gründung der HEBA Gastro Handels-GmbH, die Crêpes-Backgeräte und Crêpes-Mehl aus Frankreich importiert und im gesamten Bundesgebiet vertreibt
- 1981: die Gastronomiebetriebe der HEBA Gaststätten GmbH werden verpachtet und der Zweck des Unternehmens besteht von nun an darin, Gastronomien zu konzipieren, einzurichten und zu verpachten
- 1987: Erwerb des Gebäudes Handelshof, (Spitze und Ausgangspunkt des Bermuda3Ecks)
- 1989: HEBA Gastro Handels-GmbH (Getränkefachgroßhandel)
- 2005: Gründung der Projektgesellschaft Alter Bochumer Hauptbahnhof mbH mit dem Ziel, mit Frank Goosen eine Kleinkunstbühne zu errichten (scheiterte an baurechtlichen Problemen)
- 2008: Gründung der Kulturgleis Bochum GmbH (diese ist inzwischen Eigentümerin des Alten Bochumer Hauptbahnhofs) (heute Rotunde) und der Bermudahalle Riff[14]

## Auszeichnungen
- 2009: Ehrenpreis des Marketing Clubs Bochum[15][16]

## Mitgliedschaften und Funktionen
- seit 1969: DFG/IdK, seit 1974: DFG/VK
- seit 1995: Vorstand im Initiativkreis Bermuda3eck e.V., 2004 mit der ISG B3E e.V. verschmolzen
- seit 1998: Fördermitglied bei Amnesty International
- seit 2004: ISG Bermuda3eck e.V. (Aufsichtsrat)
- seit 2007: Stiftung Bochumer Symphonie (Kuratoriumsmitglied)

## Persönliches
Bauer war mehrfach verheiratet, hat sechs Kinder und lebt in Bochum sowie in Rio de Janeiro.